# بريان بيرس
بريان بيرس (بالإنجليزية: Bryan Byars) هو لاعب كرة قدم أمريكي في مركز حراسة المرمى، ولد في 2 أكتوبر 1991 في أوكلاهوما سيتي في الولايات المتحدة. لعب مع تولسا روناكس.

## وصلات خارجية
- بريان بيرس على موقع قاعدة بيانات كرة القدم.إي يو (الإنجليزية)
- بريان بيرس على موقع Soccerway.com (الإنجليزية)